# Bilbao Arena
Bilbao Arena is een overdekte arena in de buurt van Miribilla in Bilbao, Spanje. De centrale hal biedt plaats aan 10.014 personen tijdens basketbalwedstrijden. De arena wordt ook gebruikt voor concerten en andere soorten shows. De faciliteiten omvatten ook zwembaden en gymzalen voor gebruik door de lokale bewoners. 